# Hölders ulighed
I matematisk analyse er Hölders ulighed en fundamental ulighed, der relaterer Lp-rum, som er opkaldt efter den tyske matematiker Otto Hölder.
Lad S være et målrum, lad 1 ≤ p, q ≤ ∞ med 1/p + 1/q = 1 og lad f og g være målelige funktioner. Da gælder
{\displaystyle \|fg\|_{1}\leq \|f\|_{p}\|g\|_{q}.}
Specielt gælder for f i Lp(S) og g i Lq(S), at fg ligger i L1(S).
Tallene p og q kaldes hinandens Hölderkonjugerede.
Hölders ulighed bruges til at vise trekantsuligheden i Lp og Minkowkis ulighed og bruges ligeledes til at opnå, at Lp og Lq er duale rum.
Hölders ulighed blev først fundet af Leonard James Rogers i 1888 og genopdaget af Hölder i 1889.

## Vigtige specialtilfælde
- For p = q = 2 er Hölders ulighed blot Cauchy-Schwarz' ulighed.

- I tilfældet med euklidisk rum, dvs. hvis S er {1, …, n} med tællemålet, fås for alle x og y i Rn (eller i Cn), at

{\displaystyle \sum _{k=1}^{n}|x_{k}y_{k}|\leq \left(\sum _{k=1}^{n}|x_{k}|^{p}\right)^{1/p}\left(\sum _{k=1}^{n}|y_{k}|^{q}\right)^{1/q}.}
- Hvis S = N med tællemålet fås Hölders ulighed for følger i {\displaystyle \ell ^{p}}:

{\displaystyle \sum \limits _{n=1}^{\infty }|x_{n}\cdot y_{n}|\leq \left(\sum \limits _{n=1}^{\infty }|x_{n}|^{p}\right)^{1/p}\cdot \left(\sum \limits _{n=1}^{\infty }|y_{n}|^{q}\right)^{1/q},\;\forall x\in \ell ^{p},y\in \ell ^{q}.}
- For rummet af integrable funktioner med komplekse værdier, haves

{\displaystyle \left|\int f(x)g(x)\,dx\right|\leq \int {\bigg |}f(x)g(x){\bigg |}\,dx\leq \left(\int \left|f(x)\right|^{p}\,dx\right)^{1/p}\cdot \left(\int \left|g(x)\right|^{q}\,dx\right)^{1/q}.}

## Bevis
Beviset for uligheden hænger på Youngs ulighed: for ikke-negative a og 1/p ∈ (0,1) med 1/p+1/q=1 gælder
{\displaystyle ab\leq a^{p}/p+b^{q}/q,}
og der gælder lighed hvis og kun hvis ap = bq
Hölders ulighed er triviel at vise, hvis enten f eller g har uendelig norm eller norm nul, så ved at dividere hver funktion med funktionens norm, kan det antages, at
{\displaystyle \|f\|_{p}=\|g\|_{q}=1.}
Ved at bruge Youngs ulighed med a = |f(x)| og b = |g(x)|, fås for alle x i det pågældende målrum, at
{\displaystyle |f(x)g(x)|\leq {\frac {1}{p}}|f(x)|^{p}+{\frac {1}{q}}|g(x)|^{q}.}
Integration giver nu
{\displaystyle \|fg\|_{1}\leq {\frac {1}{p}}+{\frac {1}{q}}=1=\|f\|_{p}\|g\|_{q},}
hvilket viser påstanden.